# Microascus desmosporus
Microascus desmosporus är en svampart som först beskrevs av Lechmere, och fick sitt nu gällande namn av Curzi 1931. Microascus desmosporus ingår i släktet Microascus och familjen Microascaceae.   Inga underarter finns listade i Catalogue of Life.